# Liste des princes de Salerne
La principauté de Salerne fut fondée par des princes Lombards dans l'Italie du Sud, et fut incorporée dans les états normands au XIe siècle.

## Princes lombards de Salerne

l'Italie vers 1000

En décembre 839 Salerne se sépare de Bénévent.
- 839-849 : Siconolf frère du prince Sicard de Bénévent ;
- 849-853 : Sicon son fils avec Pierre son parrain comme régent ;
- 853-856 : Pierre et Adémar, son fils associé ;
- 856-861 : Adémar ;

### Première dynastie
- 861-880 : Guaifer de Salerne (usurpateur)
  - 877-880 : Guaimar Ier son fils associé
- 880-900 : Guaimar Ier
- 900-946 : Guaimar II son fils
  - 916-9?? : Guaimar (III) son fils aîné associé (?)
  - 933-946 : Gisolf Ier son second fils associé
- 946-973 : Gisolf Ier  (1er règne)
- 973-974 : Landolf Ier et son fils Landolf II comtes de Conza (usurpateurs)
- 974-977 : Gisolf Ier  rétabli par Pandulf Tête de Fer prince de Capoue et de Bénévent.
- 974-977 : Pandolf Ier Tête de Fer associé
  - 977-977 : Pandolphe II de Salerne son fils associé
- 977-981 : Pandulf Ier
- 981-981 : Pandolphe II de Salerne
- 981-983 : Manson Ier d'Amalfi (usurpateur)
  - 981-983 : Jean Ier, son fils associé ;

### Seconde dynastie

Guaimar IV de Salerne (1039 - 1047)

- 983-999 : Jean II de Salerne, fils de Lambert, usurpateur originaire de Spolète ;
  - 983-988 : Guy son fils associé ;
  - 988-999 : Guaimar III  fils de Jean II associé ;
- 999-1027: Guaimar III ;
  - 1015-1018: Jean III son fils associé ;
  - 1018-1027 : Guaimar IV second fils de Guaimar III associé ;
- 1027-1052 : Guaimar IV ;
  - 1037-1042 : Jean IV son fils associé ;
  - 1042-1052 : Gisolf II son second fils associé ;
- 1052-1052 : Pandolf III de Salerne, (usurpateur) ;
- 1052-1077 : Gisolf II :

À partir de 1077 Salerne est sous le contrôle de Robert Guiscard époux de Sykelgaite de Salerne fille de Guaimar IV.